# Adnane Abou Amjad
 Adnane Abdoul Aziz Ahmed, dit Adnane Abou Amjad, né en 1977 à Manbij et mort le 29 août 2017 à Raqqa, est un chef rebelle syrien de la guerre civile syrienne.

## Biographie
Il rejoint l'Armée syrienne libre au début de la guerre civile syrienne. En 2013, il intègre le Jabhat al-Akrad, puis les Bataillons Chams al-Chamal en 2014, dirigés par Abou Layla. Il est alors actif dans les environs d'Alep, Manbij et Kobané.
Lorsque l'État islamique s'empare en 2014 de Manbij et de l'est du gouvernorat d'Alep, Adnane Abou Amjad s'enfuit à Afrine et de là gagne Kobané, où il prend part à la bataille pour la défense de la ville contre les djihadistes.
En 2015, les Bataillons Chams al-Chamal intègrent Jaych al-Thuwar, qui s'allie lui-même avec d'autres groupes pour former en octobre les Forces démocratiques syriennes. Adnane Abou Amjad est alors le commandant en second des Bataillons Chams al-Chamal. 
Il participe ensuite à la bataille de Tall Abyad, à la bataille d'Aïn Issa, à la bataille d'al-Hol, à l'offensive de Tichrine et à la bataille d'Al-Chaddadeh,.
En 2016, Adnane Abou Amjad devient le commandant du Conseil militaire de Manbij et dirige les groupes des Forces démocratiques syriennes lors de la bataille de Manbij
Adnane Abou Amjad est tué au combat le 29 août 2017, lors de la bataille de Raqqa. Il est enterré dans sa ville natale de Manbij.